# Lentini
För andra betydelser, se Lentini (olika betydelser).
Lentini (grek. Leontinoi), det forntida Leontini, är en stad och kommun i kommunala konsortiet Siracusa, innan 2015 provinsen Siracusa, på Sicilien.
Lentini var ursprungligen en sikelisk bosättning på östra Sicilien som 729 f.Kr. koloniserades av chalkidiker från kolonin Naxos.
Leontini ingick förbund med Aten 433 f. Kr. och stod i motsättning till grannen Syrakusa som 423 intog Lentini. Lentini bistod den atenska invasionen 416 f.Kr. Under ledaren Hiketas omkring 346-339 f.Kr. nådde Lentini viss makt och lyckades för en tid inta Syrakusa, men efter hans fall gjorde sig Syrakusa åter fritt. Lentini styrdes senare av Pyrrhus, Hieron I av Syrakusa. Staden intogs av Rom 215 f.Kr. under det andra puniska kriget. Leontini var hemort för sofisten Gorgias.
Nordväst om Lentini ligger Lago di Lentini, Siciliens största sjö, ungefär vid havsytans nivå med en yta av 10,3 kvadratkilometer och ett största djup av 1,6 meter.